# Hensley
Hensley és una concentració de població designada pel cens dels Estats Units a l'estat d'Arkansas. Segons el cens del 2000 tenia 150 habitants.

## Demografia
Segons el cens del 2000, Hensley tenia 150 habitants, 59 habitatges, i 38 famílies. La densitat de població era de 57,9 habitants/km².
Dels 59 habitatges en un 23,7% hi vivien nens de menys de 18 anys, en un 39% hi vivien parelles casades, en un 20,3% dones solteres, i en un 33,9% no eren unitats familiars. En el 32,2% dels habitatges hi vivien persones soles el 15,3% de les quals corresponia a persones de 65 anys o més que vivien soles. El nombre mitjà de persones vivint en cada habitatge era de 2,54 i el nombre mitjà de persones que vivien en cada família era de 3,21.
Per edats la població es repartia de la següent manera: un 20% tenia menys de 18 anys, un 8,7% entre 18 i 24, un 32% entre 25 i 44, un 22,7% de 45 a 60 i un 16,7% 65 anys o més.
L'edat mediana era de 40 anys. Per cada 100 dones de 18 o més anys hi havia 87,5 homes.
La renda mediana per habitatge era de 26.607 $ i la renda mediana per família de 29.286 $. Els homes tenien una renda mediana de 15.417 $ mentre que les dones 21.875 $. La renda per capita de la població era de 10.878 $. Entorn del 21,4% de les famílies i el 21,2% de la població estaven per davall del llindar de pobresa.

## Poblacions més properes
El següent diagrama mostra les poblacions més properes.